# 혼다 마사토시 (1641년)
혼다 마사토시(일본어: 本多政利, 1641년 ~ 1707년 12월 31일)는 에도 시대의 다이묘이다. 관위는 종5위하, 이즈모노카미(出雲守).
마사토시는 가즈사 오타키번 제2대 번주 혼다 다다토모의 친손자이자 하리마 히메지번 제2대 번주 혼다 마사토모의 양손자이자 야마토 고리야마번 초대 번주 혼다 마사카쓰의 아들이다. 아버지 마사카쓰는 종형제인 마사토모(히메지번주)가 죽고 그 아들 혼다 마사나가가 겨우 6살인 터라 마사토모의 뒤를 이어 영지를 상속받았다. 당연히 마사카쓰의 뒤는 마사나가가 잇는 것으로 정해졌다. 그러나 마사카쓰는 친아들 마사토시에게 번을 물려주고자 다이로·사카이 다다키요에게 청탁하였으나 가신 쓰즈키 소자에몬의 충언을 받아들여 마사나가를 적자로 삼았다. 하지만 마사카쓰 사후 마사토시는 다시 다다키요에게 은밀하게 공작을 펴서 남겨진 영지 15만 석 중 9만 석을 마사나가에게, 6만 석을 마사토시에게 돌아가도록 하는 막부의 중재를 이끌어냈다. 이 사건을 9·6 소동이라 하는데, 마사토시는 여기서 끝내지 않고 15만 석 전부를 상속받지 못한 것을 불만으로 여겼고, 1679년에는 마사나가를 독살했다고 한다. 결국 마사나가의 후사는 양자인 혼다 다다쿠니가 이었고, 다다쿠니는 상속과 동시에 후쿠시마번으로 이봉되었으며, 마사토시는 하리마 아카시번으로 이봉되면서 3만 석 영지를 다다쿠니에게 반환하였다.
이후 마사토시는 영내에 가혹한 정책을 강요했다는 죄로 1682년 음력 2월 22일, 무쓰 오쿠보번 1만 석 영지로 삭감 전봉되었다. 마사토시는 여기서 재기를 시도하지만, 시녀 살해, 백성에 대한 노역 과잉 부과 등 좋지 않은 품행이 막부에 전해지면서 마침내 1693년 음력 6월, 영지를 몰수당하고 데와 쇼나이번주 사카이 다다자네에게 신병이 넘겨졌다. 하지만 여기서도 난폭한 행동을 일삼아 그해 음력 8월에 미카와 오카자키번주 미즈노 다다유키에게 보내져 오카자키성의 한 방에서 유폐되었다. 1707년, 67세의 나이로 그 곳에서 사망하였다.
| 전임 혼다 마사나가 | 고리야마 신덴번 번주 (혼다 가문 마사토시파, 혼다 마사사다와 분할) 1671년 ~ 1679년 | 후임 폐번(혼다 마사노부) |

| 전임 마쓰다이라 노부유키 | 아카시번 번주 (혼다 가문) 1679년 ~ 1682년 | 후임 마쓰다이라 나오아키라 |

|  | 오쿠보번 번주 1682년 ~ 1693년 | 후임 개역 및 폐번 |